# Ian Rankin
Sir Ian Rankin (Fife, 28 aprile 1960) è uno scrittore britannico.

## Biografia
Nasce a Cardenden, nel Fife. Si diploma presso la Beath High School di Cowdenbeath. Molto apprezzato dal suo insegnante di lingua inglese, già al liceo Rankin inizia a scrivere le prime poesie e numerosi racconti e, incoraggiato ad ampliare i suoi interessi letterari, si iscrive all'Università di Edimburgo, dove consegue la laurea in Letteratura inglese, nonché specializzato in Letteratura americana e scozzese.
Lo scrittore James Ellroy lo ha definito "Il re incontrastato del giallo scozzese", parte del Tartan Noir.
Vince l'Edgar Award nel 2004 per il romanzo Casi sepolti. Nel 1997 vince il Macallan Gold Dagger per Morte grezza.
Vive a Edimburgo, in Scozia, con moglie e due figli.

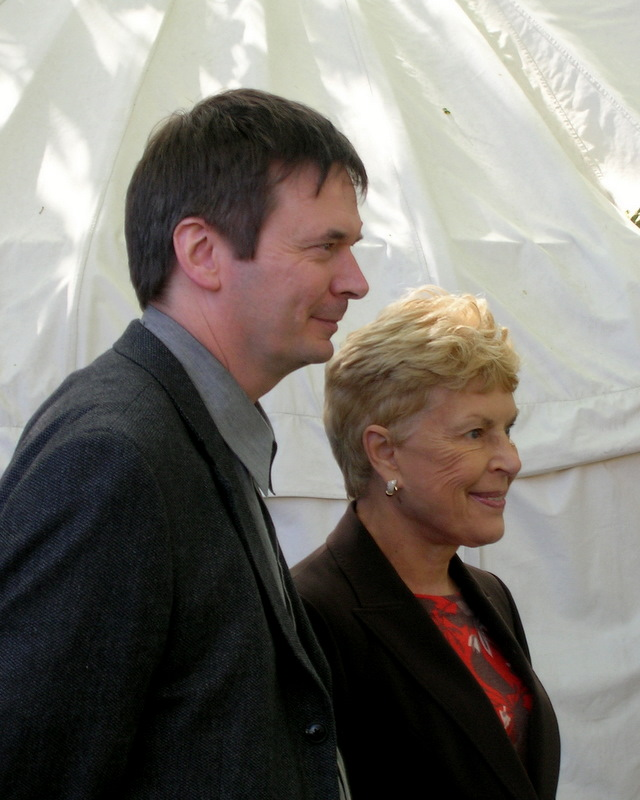
Ian Rankin e Ruth Rendell, all'Edinburgh International Book Festival 2007

## Opere

### Serie con John Rebus
1. Cerchi e croci (Knots and Crosses, 1987) (Longanesi, 2001 - Tea, 2003)
2. (Hide and Seek, 1991)
3. Le due facce dell'uomo lupo (Wolfman, successivamente Tooth and Nail, 1992) (Mondadori, 1994)
4. (Strip Jack, 1992)
5. (The Black Book, 1993)
6. (Mortal Causes, 1994)
7. (Let It Bleed, 1995)
8. Morte grezza (Black and Blue, 1997) (Longanesi, 2002 - Tea, 2004)
9. (The Hanging Garden, 1998)
10. Anime morte (Dead Souls, 1999) (Longanesi, 2000 - Tea, 2002)
11. Dietro la nebbia (Set in Darkness, 2000) (Longanesi, 2003 - Tea, 2005)
12. Fine partita (The Falls, 2001) (Longanesi, 2004 - Tea, 2006)
13. Casi sepolti (Resurrection Men, 2002) (Longanesi, 2005 - Tea, 2007)
14. Una questione di sangue (A Question of Blood, 2003) (Longanesi, 2006 - Tea, 2008)
15. Indagini incrociate (Fleshmarket Close, oppure Fleshmarket Alley, 2004) (Longanesi, 2007 - Tea, 2009)
16. Dietro quel delitto (The Naming of the Dead, 2006) (Longanesi, 2008 - Tea, 2010)
17. Partitura finale (Exit Music, 2007) (Longanesi, 2009 - Tea, 2011)
18. Corpi nella nebbia (Standing in Another Man's Grave, 2012) (Longanesi, 2013)
19. L'ombra dei peccatori (Saints of the Shadow Bible, 2013) (Longanesi, 2014)
20. Come cani selvaggi (Even Dogs in the Wild, 2015) (Longanesi, 2016)
21. Piuttosto il diavolo (Rather Be the Devil, 2016) (Longanesi, 2017)
22. La casa delle bugie (In a House of Lies, 2018) (Rizzoli, 2019)
23. Una canzone per tempi bui (A Song for the Dark Times, 2020) (Rizzoli, 2021)
24. Città di lacrime (A Heart Full of Headstone, 2022) (Rizzoli 2024)
25. (Midnight and Blue, 2024)

Raccolta racconti:
- Rebus indecifrabili (The Beat Goes On, 2014) (Longanesi, 2016)

### Serie con Malcolm Fox
1. Il persecutore (The Complaints, 2009) (Longanesi, 2011 - Tea, 2013)
2. Una morte impossibile (The Impossible Dead, 2011) (Longanesi, 2015)

### Altri romanzi
- (The Flood, 1986)
- (Watchman, 1988)
- (Westwind, 1990)
- (Witch Hunt, 1993) (scritto con lo pseudonimo di Jack Harvey)
- (Bleeding Hearts, 1994) (scritto con lo pseudonimo di Jack Harvey)
- (Blood Hunt, 1995) (scritto con lo pseudonimo di Jack Harvey)
- Un colpo perfetto (Doors Open, 2008) (Longanesi, 2010 - Tea, 2012)
- (A Cool Head, 2009)

### Racconti
- Una buona impiccagione (A Good Hanging, 1992)
pubblicato in Italia nel 2006 sulla rivista Noir
- Il punto debole (Soft Spot, 2005)
raccolto in Donne pericolose (Dangerous Women, 2005) (Piemme, 2006)
- Il compagno di viaggio (The Travelling Companion, 2015) (TimeCrime, 2022)

### Antologie di racconti
- (A Good Hanging and Other Stories, 1992)
- (Herbert in Motion: And Other Stories, 1997)
- (Beggars Banquet, 2002)

### Graphic Novel
- (Dark Entries, 2009) (con Werther Dell'Edera)

### Saggi
- (Rebus's Scotland: A Personal Journey, 2005)

## Premi Letterari
- Nel 1997 vince il premio Gold Dagger Award con il romanzo Black and Blue.
- Nel 2004 vince il premio Edgar Award con il romanzo Resurrection Men.
- Nel 2005 vince il premio Cartier Diamond Dagger.